# سفارة قبرص في الصين
سفارة قبرص في الصين هي أرفع تمثيل دبلوماسي لدولة قبرص لدى الصين. تقع السفارة في بكين وهي تهدف لتعزيز المصالح القبرصية في الصين.

## وصلات خارجية
- قائمة سفارات قبرص
- قائمة السفارات في الصين